# Questions directes
 (janvier 2022).
Si vous disposez d'ouvrages ou d'articles de référence ou si vous connaissez des sites web de qualité traitant du thème abordé ici, merci de compléter l'article en donnant les références utiles à sa vérifiabilité et en les liant à la section « Notes et références ».
Questions directes est une émission de télévision française de débats et d'actualité de 90 minutes diffusée sur France 2, un mercredi soir sur deux, en seconde partie de soirée, et animée par Julian Bugier. Elle réunit des responsables politiques, des experts et des témoins issus de la société civile. Le premier numéro date du mercredi 28 mars 2018, et avait pour thème le terrorisme.
L'audience du premier numéro a été relativement faible, réunissant seulement 482 000 personnes[réf. nécessaire].

## Concept
Le concept de l'émission est de « redonner la parole aux Français sur des sujets sociétaux d'actualité face à des intellectuels ou des invités experts »[réf. nécessaire]. L'émission est structurée autour d'une question centrale, nourrie par des témoignages, à laquelle répond un plateau d'acteurs impliqués et légitimes sur le thème du soir. L'institut de sondage Ipsos a été associé à l'émission, incarné en plateau par Brice Teinturier; son rôle est de donner une photographie de l'opinion et d'accompagner la progression de la réflexion.

## Liste des thèmes
- Mercredi 28 mars 2018 : Terrorisme : les Français sont-ils bien protégés ?
  - Invités : Aurore Bergé, Didier Le Bret, Beatrice Brugère, Thibault de Montbrial, Christian Estrosi, Latifa Ibn Ziaten, Brice Teinturier.
- Mercredi 11 avril 2018 : Sexe, pouvoir : La fin du mâle dominant ?
  - Invites : Gilles-William Goldnadel, Caroline De Haas, Sara Forestier, Thierry Marx, Florence Rossignol, Ovidie, Israël Nisand, Karine Papillaud, Geneviève Fraisse, Emmanuelle (postière témoignant), Chilla.
- Mercredi 11 avril 2018 : Inégalités : qui sont vraiment les privilégiés ?
- Mercredi 23 mai 2018 : Crime sexuel : peut-on éviter la récidive ?
- Mercredi 30 mai 2018 : Peut-on encore faire confiance aux urgences ?
- Mercredi 6 juin 2018 : Faut-il arrêter de manger de la viande ?
- Mercredi 23 mai 2018 : Avoir un enfant : un droit pour tous ?